# Нувион
Нувион (на френски: Nouvion) е село в департамента Сом, Пикардия, разположен в Северна Франция.

## География
Селото се намира само на 10 мили (16 км) на север от Абвил между устието на река Сома и гората Креси-ан-Понтио. Местен път е бившият N1 с пътен възел A16.

### Жп транспорт
Между годините 1892-1947 селото е свързвано чрез линията Нойел-Форе-Лабеи на железницата в департамента Сом, изготвен от второстепенна железопътна мрежа.

## История
Човешко присъствие в селото е засвидетелствано поне отпреди Меровингите (кралска династия) тъй като е бил открит некропол (гробница) там.

## Медии
В медийното пространство Нувийон е известен като място на действието в телевизиония комедиен сериал на BBC „Ало, ало!“, сниман в периода 1982-1992 г. Снимките обаче не са снимани в Нувион, а в британското графство Норфолк.

## Управление
Настоящ кмет на селото от 2008 г. е Кристиан Берт.

## Население
Към 2006 г. в Нувион живеят близо 1268 души.
| 1962                              | 1968 | 1975 | 1982 | 1990 | 1999 | 2006 | 2009 |
| --------------------------------- | ---- | ---- | ---- | ---- | ---- | ---- | ---- |
| 906                               | 1026 | 1004 | 1102 | 1232 | 1210 | 1268 | 1238 |
| От 1962 г.: Хора без размножаване |      |      |      |      |      |      |      |

## Личности
Никола Фофел – френски историк, антиквар и консул на Франция в Атина, Гърция към 1800-те години.

## Известни паметници и постройки
- Шато дю Валме
- Църквата Сен Морис, от 16 век, реконструирана през 1876 година;
- Реплика на Лурдската пещера, в близост то църквата Сен Морис;
- Руини на вятърната мелница Ламире от 16 век;
- Каменен сфинкс, дарен от Наполеон Бонапарт през 1803.
- Малкото селце е мястото на събитията от Втората световна война в популярния английски сериал „Ало, ало“.